# Andrzej Jarmakowski
Andrzej Tadeusz Jarmakowski (ur. 21 października 1953 w Gdańsku) – polski historyk, działacz gdańskiej „Solidarności” okresu PRL, członek Ruchu Obrony Praw Człowieka i Obywatela i Ruchu Młodej Polski Aleksandra Halla.

## Działalność opozycyjna
Magister historii na Wydziale Humanistycznym Uniwersytetu Gdańskiego. Członek ROPCiO i RMP. Uczestnik niezależnego ruchu wydawniczego, publicysta pisma drugiego obiegu – „Bratniaka”. Poza zasięgiem cenzury, we współpracy z Arkadiuszem Rybickim, wydał 2 prace poświęcone historii Kościoła katolickiego w Gdańsku i Gdyni.
Jako członek gdańskiej NSZZ „Solidarność” pełnił wiele związkowych funkcji:
- kierownik działu zarządów regionalnych,
- kierownik biura organizacyjnego I Krajowego Zjazdu Delegatów NSZZ „Solidarność”,
- wicedyrektor biura krajowego NSZZ „Solidarność”.

Podczas stanu wojennego internowany w Strzebielinku, w tej samej celi co Lech Kaczyński i Henryk Jagiełło.

## Na emigracji
Wyemigrował do Stanów Zjednoczonych (członek Komitetu Wykonawczego Ruchu Społeczno-Politycznego „Pomost” i członek redakcji miesięcznika o tym samym tytule; wieloletni redaktor naczelny nieistniejącego już Dziennika Chicagowskiego). Obecnie redaktor naczelny portalu ProgressForPoland.com.
Jeden z 6 świadków w procesie przeciwko reżimowi Wojciecha Jaruzelskiego, jaki toczył się w Międzynarodowej Organizacji Pracy w Genewie.
W 2006 otrzymał dokument Instytutu Pamięci Narodowej potwierdzający jego status pokrzywdzonego. Materiały opisujące jego opozycyjną przeszłość odebrał w jego imieniu pełnomocnik dr Sławomir Cenckiewicz.
Przez wiele lat zajmował się badaniem biznesowych powiązań Edwarda Mazura, a po wskazaniu go w jednym ze swoich artykułów jako zleceniodawcy zabójstwa Marka Papały, został jednym z trzech pozwanych wówczas przez Mazura o zniesławienie.
W lutym 2009 tygodnik Polityka, powołując się m.in. na Andrzeja Jarmakowskiego, pisał o długach, jakie minister sprawiedliwości Andrzej Czuma miał mieć wobec amerykańskich banków oraz osób prywatnych. Minister te zarzuty stanowczo odpierał.
W maju 2009 media ogłosiły, że Andrzej Jarmakowski pozwał Andrzeja Czumę o ochronę dóbr osobistych, a tygodnik „Polityka” zapowiedział, że Andrzej Czuma będzie zmuszony przeprosić Jarmakowskiego za wskazanie go jako Tajnego Współpracownika SB. W kwietniu 2014 roku sąd prawomocnie oddalił pozew Jarmakowskiego.
Postanowieniem Prezydenta RP z dnia 21 września 2009, za wybitne zasługi w działalności na rzecz przemian demokratycznych w Polsce, za osiągnięcia w podejmowanej z pożytkiem dla kraju pracy zawodowej i społecznej, został odznaczony Krzyżem Kawalerskim Orderu Odrodzenia Polski.